# Centre de Cultura Contemporània de Barcelona
El Centre de Cultura Contemporània de Barcelona (CCCB) és un centre cultural multidisciplinari que ocupa diversos edificis de l'antiga Casa de la Caritat al Raval de Barcelona, amb una àrea total de 15.000 m², dels quals 4.000 es destinen a sales d'exposicions. Compta a més amb un auditori, llibreria, diverses aules i sales amb aplicacions polivalents. A nivell orgànic, depèn d'un consorci públic creat el 1989 entre la Diputació de Barcelona (75%) i l'Ajuntament (25%). Es va inaugurar el 1994 sota la direcció de Josep Ramoneda, que hi va ser al capdavant fins al 2011. Des de 2018, la directora és Judit Carrera.

## Edificis

### Pati de les Dones

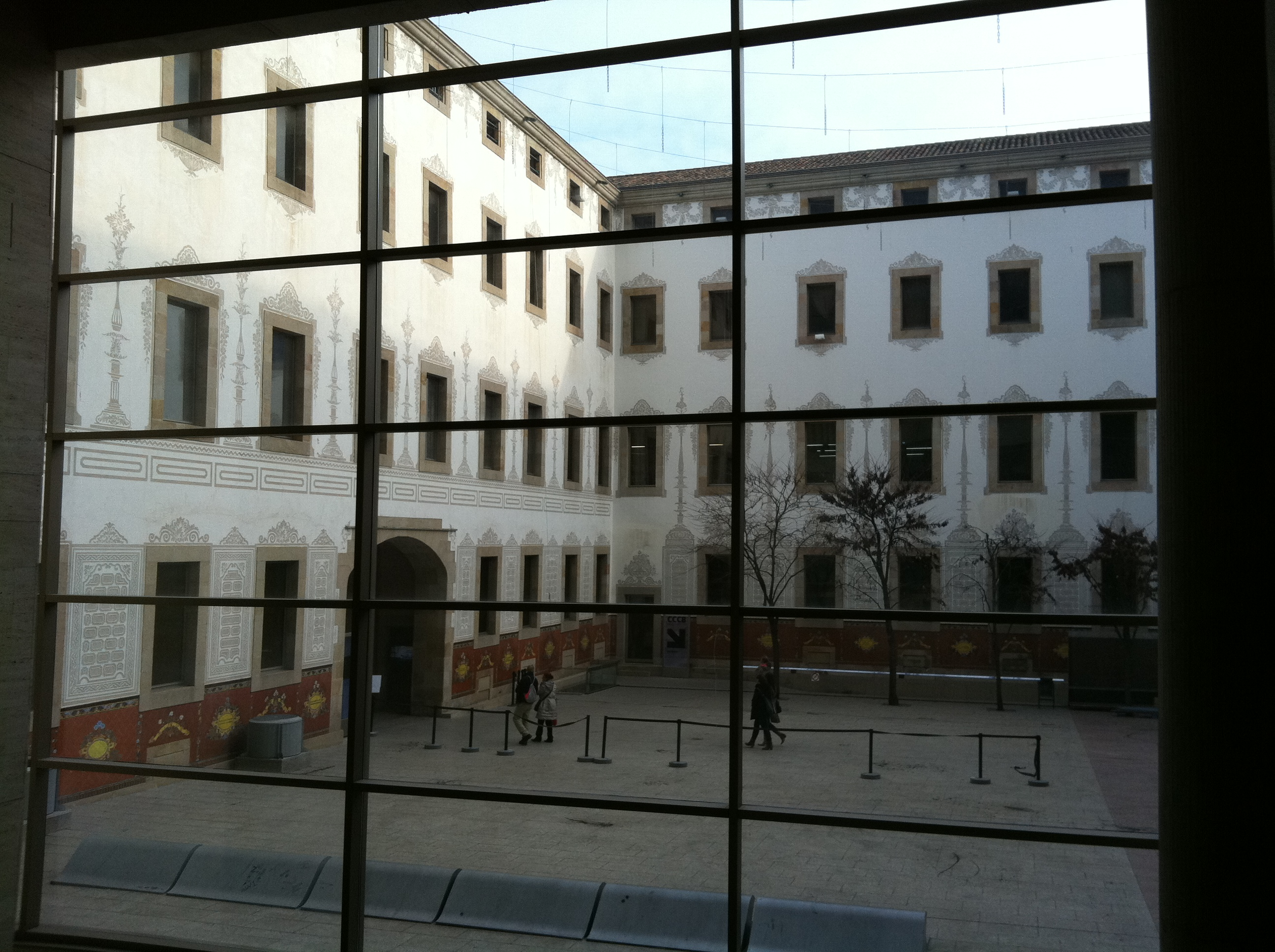
Pati de les Dones

Sobre una església del segle xii es va construir un convent de monges de Montalegre al segle xiii i més tard es va convertir en seminari conciliar dels jesuïtes, al segle xvi. Al segle xviii s'hi van instal·lar una caserna militar i un correccional. Finalment, l'any 1802 el rei Carles IV hi va autoritzar la creació d'un establiment benèfic, l'hospici de la Casa de Caritat, per a l'acolliment de la població més desafavorida. Amb el temps, la institució es va autofinançar i va obtenir ingressos de fonts molt diverses: organitzant rifes, balls de màscares i corrides de toros, i també fabricant productes de primera necessitat, com ara galetes, agulles, pisa, fideus, cotó, espardenyes, roba, etc. Una de les activitats més rendibles va ser la concessió municipal del servei funerari, el 1838, i especialment la creació d'una de les impremtes més importants de la ciutat. Aquest sistema d'autofinançament es va poder aplicar impartint l'ensenyament d'oficis especialitzats (fusteria, ferreria, impressió, pastisseria, sabateria, etc.) dins la mateixa Casa. L'any 1868, l'establiment passà a dependre de la Diputació Provincial de Barcelona, gràcies a la llei de beneficència pública de 1853. Durant el breu període de la Generalitat republicana (1932-1936), la Casa de Caritat va dependre exclusivament del govern català; llavors s'hi van aplicar millores significatives, especialment en el tracte als asilats i en la laïcització del personal docent. La Casa de Caritat va deixar de funcionar l'any 1957, quan es va inaugurar la nova seu del barri de la Vall d'Hebron (Llars Mundet). El recinte de l'antiga Casa de Caritat comprenia un entramat d'edificis bastits en èpoques diferents, que havia arribat a allotjar més de dues mil persones.
Als anys 1990, els arquitectes Albert Viaplana Helio Piñón i Ricard Mercadé van reformar i adaptar l'edifici per tal que acollís el CCCB, obra que va guanyar els premis FAD d'Arquitectura , FAD d'opinió i Ciutat de Barcelona d'Arquitectura l'any 1993. El seu projecte pretenia facilitar la circulació dels visitants i va substituir l'ala nord, que tanca l'antic edifici en forma d'U per un cos prismàtic de 30 metres d'alçada que conforma una façana vidrada que en la seva part més alta s'inclina sobre el pati a manera de gran ràfec. Aquest element ha esdevingut, amb el seu joc de reflexos, un mirall del paisatge i un mirador sobre la ciutat, i al mateix temps funciona com a zona de trànsit (vestíbuls, ascensors, escales). L'edifici actual consta de tres ales, envoltant el Pati de les dones en forma d'U, i té cinc pisos d'alçada. La façana exterior del carrer de Montalegre i les del pati conserven la decoració d'esgrafiats i aplicacions de majòlica realitzades entre els anys 1926-1929. Pel que fa als elements constructius característics de l'obra original, també es preservaren les voltes de maó de pla i els pilars de pedra.

### Teatre CCCB

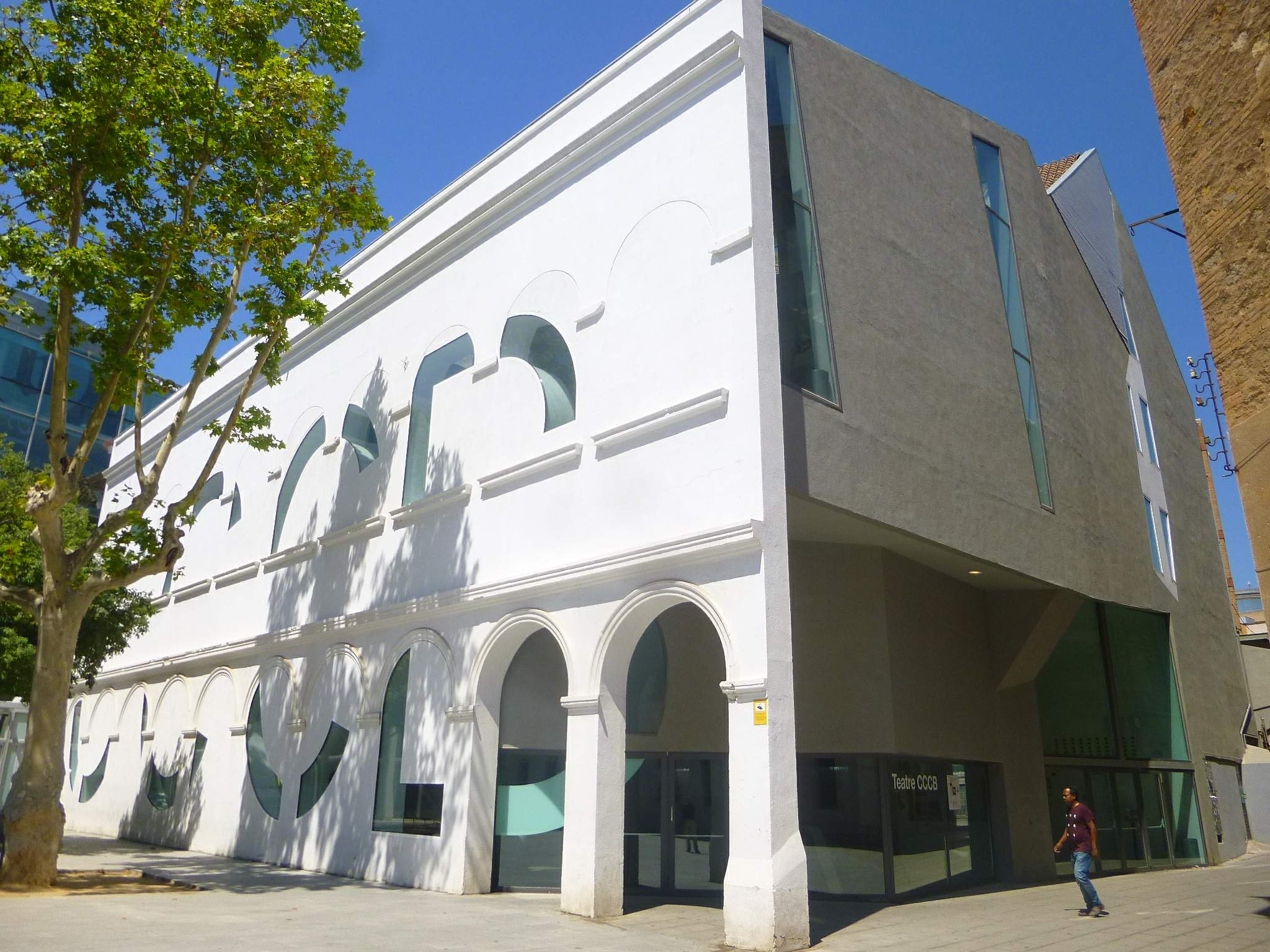
Teatre CCCB

L'antic teatre de la Casa de Caritat és una obra de l'arquitecte Josep Goday i Casals del 1912, situat al carrer de Valldonzella, 21. Després d'un període d'abandonament, l'any 1968 va ser la seu del Club de Judo Sant Jordi, que hi va instal·lar un tatami de 600 m² que ocupava tot el pati de butaques. L'adequació d'aquest espai, de 3.164 m², comptà amb un pressupost inicial de 8 milions d'euros, aportats tres quarts dels quals per la Diputació de Barcelona i la resta per l'Ajuntament de Barcelona. El projecte de remodelació va ser obra dels arquitectes José Antonio Martínez Lapeña i Elías Torres.
El Teatre CCCB, inaugurat el 16 de març de 2011, és un espai polivalent que disposa dues sales: la Sala Teatre, amb un escenari de dimensions i ubicació variable i una dotació tècnica que permet la realització d'activitats diverses com ara projeccions de cinema, concerts, conferències, arts escèniques, etc. i amb capacitat fins a 500 persones. I la Sala Raval, amb un aforament de 170 persones, ubicada a la planta baixa. Admet també diferents formats d'activitat: projeccions, conferències, aula de treball, etc. Està connectat amb la resta del CCCB a través d'un passadís subterrani.

## Història
El 1989 un Consorci format per la Diputació de Barcelona i l'Ajuntament de Barcelona aprovà la creació del CCCB, amb la intenció d'ubicar un complex de cultura contemporània a l'antiga Casa de la Caritat.

### Etapa Ramoneda
La direcció del Centre encarregà als arquitectes Helio Piñón i Albert Viaplana, amb la col·laboració de Ricard Mercadé, el projecte de construcció de l'equipament cultural. Les obres van començar el 1991 i el CCCB es va inaugurar oficialment el 25 de febrer de 1994, sota la direcció de Josep Ramoneda, que va estar al capdavant del Centre des que es va crear, el 1989, fins al 2011. Va néixer com una institució multidisciplinària dedicada a l'estudi de les ciutats i a tot el que d'elles se'n deriva. Ramoneda va marcar una línia de programació que volia reflexionar sobre l'art i la seva relació amb la realitat, les interaccions entre els creadors i les noves realitats urbanes, entre dinàmiques locals i dinàmiques globals, el debat sobre ciutat i sobre la cultura contemporània a Barcelona. Això es va materialitzar en desenes de projectes interdisciplinars i transversals, vinculats al coneixement, a les idees, a l'art i la creació contemporània. Amb els anys, tots aquests programes van convertir progressivament el CCCB en un dels centres de cultura contemporània de referència a nivell europeu.
El març del 2011 el Centre va inaugurar el teatre, culminant així el projecte inicial. La rehabilitació d'aquest espai va costar uns 8 milions d'euros. El dia inaugural, tots els convidats van ser obsequiats amb una edició especial de la col·lecció Breus CCCB que recull la conferència d'Antonio Tabucchi El futur de l'atzar, i durant el cap de setmana següent es van fer unes jornades de portes obertes.
El 16 de novembre de 2011 es va comunicar a Josep Ramoneda que el seu contracte com a director del centre no seria renovat el 2012. Els treballadors del centre van demanar un concurs públic per la successió al càrrec, concurs que no es va dur a terme.

### Etapa Sintes
Ramoneda fou rellevat per Marçal Sintes, proper a l'entorn de la Fundació Catalanista i Demòcrata. L'octubre de 2014 s'anuncià que Marçal Sintes seria substituït per Vicenç Villatoro.

### Etapa Villatoro
Vicenç Villatoro accedeix al càrrec de director del CCCB el 15 de novembre del 2014. Aquell any el CCCB va fer 20 anys. Dins dels diversos actes de celebració es va mencionar que el següent repte del centre era esdevenir un espai absolutament integral, és a dir, físic i virtual alhora. L'any següent, el 2015, el centre va tractar qüestions com l'habitatge i qüestions sobre el futur de l'espècie humana en un temps de canvi tecnològic, i el 2016 va centrar-se més en l'espai privat, la vida quotidiana, les transformacions d'hàbits i de concepcions que es produeixen fora de l'espai públic. Es van tractar temes com la gestió del temps, l'envelliment, la relació entre el desig sexual i l'arquitectura, el repte del turisme, el paper de la ficció literària o les noves formes de consum audiovisual.
El mes de febrer de 2018 fa pública la convocatòria d'un concurs internacional per decidir el proper director del centre. La promotora cultural Judit Carrera guanya el concurs i substitueix Vicenç Villatoro l'1 d'octubre del mateix any.

## Programació

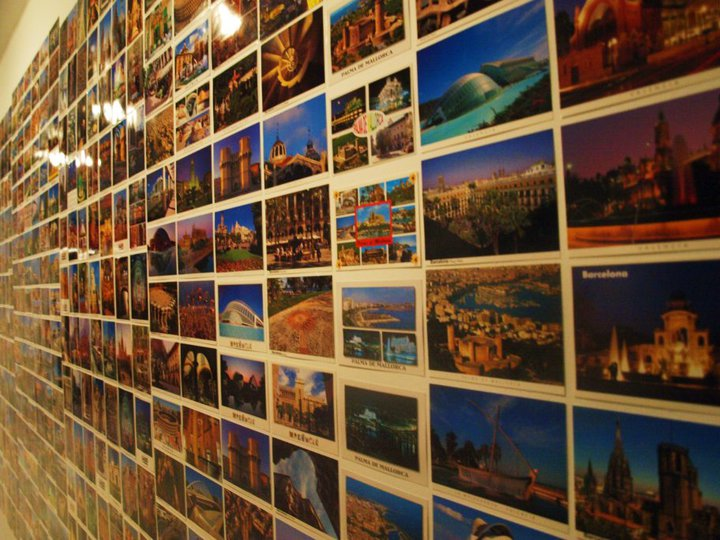
Una exposició al CCCB

El CCCB centra la seva activitat en la investigació creativa i en la producció de coneixement mitjançant una sèrie de projectes centrals de producció pròpia, com les exposicions temàtiques i altres formats presencials i digitals: els debats internacionals, el CCCB Lab, la plataforma de literatura Kosmopolis, la línia d'activitat Beta: projectes que tracten de manera integrada la cultura del segle XXI i les grans transformacions de l'era digital; el projecte de cinema experimental Xcèntric, el Premi Europeu de l'Espai Públic Urbà, el Premi Internacional d'Innovació Cultural, la plataforma Arxiu CCCB i altres propostes i festivals associats.
Treballa en xarxa amb agents i institucions internacionals, vinculat alhora amb artistes, col·lectius de creadors, comissaris i agents culturals independents de l'entorn de Barcelona, i dona suport a les seves propostes per participar del seu capital creatiu i donar-los visibilitat. També investiga en noves propostes educatives, treballa formats de coneixement i producció en constant revisió crítica, cerca metodologies basades en el treball col·laboratiu i l'experimental que es materialitzen en convocatòries obertes i en processos de dinamització i mediació.
EL CCCB treballa temes com els reptes de la societat del segle xxi, l'expansió de l'univers literari. La intersecció d'art, ciència, humanitats i tecnologia; l'hegemonia de la galàxia audiovisual; l'aposta per la investigació i la innovació cultural; el desafiament que representen els nous públics i l'emergència de noves comunitats físiques i virtuals. La renovació dels llenguatges i els lèxics, el renaixement del procomú; els reptes de la participació i la cocreació; les tensions entre privacitat i transparència; l'adveniment de nous models socials i polítics; els riscos i les oportunitats de la revolució científica i tecnològica.

### Exposicions i activitats
Des del 1994 el CCCB ha programat més d'un centenar d'exposicions temporals. Ha tractat temes com la literatura i l'urbanisme. Algunes han sigut programades i comissariades per personal del centre i d'altres encarregades a experts. També acull exposicions o activitats com el World Press Photo, Festival Loop, Primavera Pro i Cursos de l'Institut d'Humanitats de Barcelona.

#### World Press Photo 2023
Gràcies a la fundació Social Vision, la mostra de fotoperiodisme més important del món ha tornat a Barcelona. Del 10 al 17 de desembre, el CCCB recull els treballs participants en el World Press Photo 2023. Cada any, la exposició ens convida a reflexionar sobre tot allò que ha passat al món a través d'imatges. Social Vision, l'entitat organitzadora, ha seleccionat un seguit d'imatges que engloben les següents temàtiques: medi ambient, conflictes, desigualtat, social, d'entre altres.

##### Projectes exposats
D'entre altres, l'exposició recull els quatre projectes guardonats del concurs internacional de fotoperiodisme World Press Photo 2023. També hi trobarem exposades: la Fotografia de l'Any, feta per Evgeniy Maloletka, un fotògraf ucraïnès, tractant el gran impacte de la guerra vers els civils, el Reportatge Gràfic de l'Any, pel fotògraf danès Mads Nissen, on explica la quotidianitat de l'Afganistan sota el govern talibà, el millor Projecte a Llarg Termini, que narra la dificultat dels països de l'Àsia central per accedir a aigua, per Anush Babajanyan, una fotògrafa armenia i el premi a Format Obert, pel fotògraf d'Egipte Mohamed Mahdy, que retrata un barri de pescadors a Alexandria, Egipte.

##### Activitats paral·leles[19]
La fundació organitzadora, Social Vision, ofereix als visitants la possibilitat de comptar amb visites comentades (de 9 i 7€, amb la tarifa reduida) a la mostra i d'altres activitats relacionades amb el fotoperiodisme, tot posant en valor els temes tractats als projectes del World Press Photo 2023.
- El 18 de novembre de 2023 es durà a terme un acte on César Dezfuli, guardonat al World Press Photo 2023 i Agus Morales, director de la revista 5W, conversaràn sobre com explicar les migracions des del fotoperiodisme.
- El 20 de novembre de 2023 tindrà lloc una xerrada sobre fotoperiodisme i salut mental conduida per la fotògrafa sud-africana Lee-Ann Olwage, guardonada al World Press Photo 2023.
- L'11 de desembre se celebrarà una taula rodona amb la participació de diversos fotògrafs internacional sobre el rol del fotoperiodisme en els conflictes armats.

##### Dates i horaris[21]
La exposició es va inaugurar el 10 de novembre de 2023 estarà disponible fins al 17 de desembre.
- De dimarts a dijous d'11:00h fins les 20:00h
- Divendres no festius d'11:00h fins les 21:00h
- Dissabte de 10:00h a 21:00h
- Diumenge i festius (el 6 i el 8 de desembre): de 10:00h fins les 20:00

Els dilluns no festius romandrà tancada

### Projectes destacats
- El CCCB Lab és un departament del Centre de Cultura Contemporània de Barcelona (CCCB) creat l'any 2010 i dedicat a la recerca, transformació i innovació en l'àmbit cultural. Té com a objectius investigar i proposar línies de contingut i formats de presentació públics, com una aposta pel coneixement obert, d'acord amb el context social i cultural actual. El seu blog[22] publica articles de reflexió, video-conferències i informes realitzats per especialistes en àrees com la innovació cultural, les relacions entre ciència i cultura, l'educació expandida, els entorns virtuals, el periodisme de dades o el Big Data. Segueix la línia de programació del Centre, que basa la seva activitat en l'experimentació dels processos creatius, adaptatius i productius des de la seva inauguració el 1994.[23][24]
- XCèntric: Una altra iniciativa del CCCB és l'Arxiu XCèntric, un arxiu digital a l'abast del públic de cinema experimental i documental que recull més de 700 títols afins a la programació Xcèntric, El cinema del CCCB. La llista de produccions disponibles es pot consultar a través del web i veure-les en directe al mateix centre.

- Kosmopolis: La Festa de la Literatura Amplificada és una trobada literària biennal que té lloc al centre. Es tracta d'unes jornades concebudes com una festa i/o laboratori on la literatura és la protagonista en tots els seus vessants.

- Premi Europeu de l'Espai Públic Urbà és un certamen biennal que vol reconèixer i fomentar la inversió de les administracions públiques en la creació, conservació i millora de l'espai públic urbà, entenent el seu estat com un clar indicador de la salut cívica i democràtica d'Europa.

- Premi Internacional d'Innovació Cultural és un certamen biennal organitzat amb l'objectiu d'estimular projectes que explorin possibles escenaris culturals dels pròxims anys. S'activa com un nou espai de creació, producció i difusió de propostes amb la finalitat de desenvolupar solucions imaginatives davant dels reptes culturals del segle XXI.

- Bamako. Trobada africana de Fotografia
- L'Alternativa. Festival de Cinema Independent de Barcelona
- Soy cámara. El programa del CCCB

## Arxiu

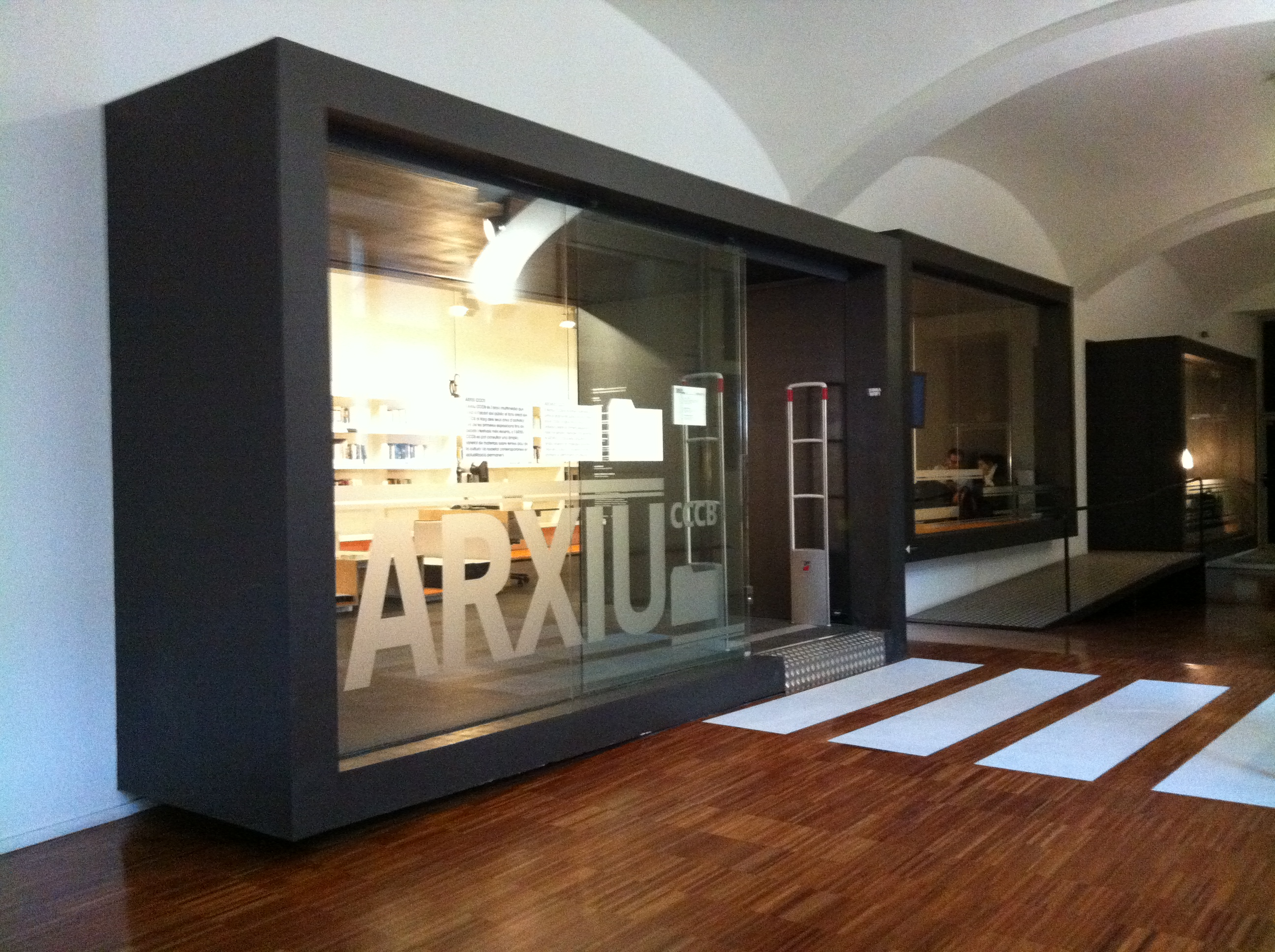
Arxiu del CCCB

EL CCCB disposa d'un arxiu multimèdia sorgit a partir del materials creats per la institució al llarg dels seus anys d'activitat. A l'arxiu es pot consultar una àmplia varietat de materials -documents, publicacions, arxius digitals, audiovisuals...- sobre temes clau de la cultura i la societat contemporànies, en actualització permanent. Al no tractar-se pròpiament d'un museu, el CCCB no disposa d'una col·lecció permanent, si no d'un fons d'arxiu on es conserva la documentació relacionada amb tots els projectes que s'han anat realitzant des de la seva inauguració. Aquest arxiu està a l'abast de tothom des de 2008.

## Publicacions
El servei de publicacions del CCCB s'encarrega de reunir i editar els continguts generats per l'activitat del Centre. Des de l'any 1994 ha publicat més de 200 títols en diversos idiomes (majoritàriament català, castellà i anglès), que inclouen catàlegs d'exposicions, edicions de les millors conferències celebrades durant l'any (col·leccions Breus i Dixit), reculls de ponències (col·lecció Urbanitats), publicacions audiovisuals i digitals. Les publicacions contribueixen a la memòria escrita i visual del CCCB i constitueixen una font per a tots aquells que estan interessats en temes humanístics, artístics, literaris, urbanístics, sociològics, científics i filosòfics de la cultura contemporània. Se'n pot consultar una selecció a l'Arxiu CCCB.

## Direcció
Informació actualitzada per un bot. Els canvis manuals es perdran quan s'actualitzi!